# وو لیوفانگ
وو لیوفانگ (به انگلیسی: Wu Liufang) ژیمناست زادهٔ ۲۲ دسامبر ۱۹۹۴ میلادی اهل کشور چین است.